# Szürkefejű bülbül
A szürkefejű bülbül (Pycnonotus priocephalus) a madarak osztályának verébalakúak (Passeriformes) rendjébe, a bülbülfélék (Pycnonotidae) családjába tartozó faj.

## Rendszerezése
A fajt Thomas C. Jerdon angol zoológus és botanikus írta le 1839-ben, a Brachypus nembe Brachypus priocephalus néven.

## Előfordulása
India délnyugati részén honos. Természetes élőhelyei a szubtrópusi és trópusi síkvidéki és hegyi esőerdők, valamint másodlagos erdők. Állandó, nem vonuló faj.

## Megjelenése
Testhossza 19 centiméter.

## Természetvédelmi helyzete
Az elterjedési területe még nagy, de az erdőirtások miatt csökken, egyedszáma szintén csökken. A Természetvédelmi Világszövetség Vörös listáján mérsékelten fenyegetett fajként szerepel.